# 梁士诒墓
梁士诒墓是中華民國國務總理梁士诒的墓，位于中国广东省佛山市三水区白坭镇岗头村，建于1933年。1983年公布为三水市文物保护单位，2006年10月25日列入第四批佛山市文物保护单位。